# Jan Łoś (chemik)
Jan Łoś herbu Dąbrowa (ur. 1823 w Warszawie, zm. 23 stycznia 1860 tamże) – polski chemik i przyrodnik.
Kształcił się na Uniwersytecie w Petersburgu. Po studiach podjął pracę jako nauczyciel w gimnazjum realnym w Warszawie. Napisał m.in. „O chemicznym działaniu światła”, „O gatunkach soli kuchennej wydobywanej w Rosji”.
Ciężko chory zmarł w wieku 37 lat.